# La colomba e lo sparviero
La colomba e lo sparviero è un film muto italiano del 1911 diretto da Oreste Mentasti.